# Eddir
Eddir (franska: Eddir (CR), Eddir (Commune Rurale), arabiska: بيكودين) är en kommun i Marocko.   Den ligger i provinsen Taroudannt och regionen Souss-Massa, i den centrala delen av landet, 400 km sydväst om huvudstaden Rabat. Antalet invånare är 7 649.